# العلاقات البلجيكية الموريتانية
العلاقات البلجيكية الموريتانية هي العلاقات الثنائية التي تجمع بين بلجيكا وموريتانيا.

## مقارنة بين البلدين
هذه مقارنة عامة ومرجعية للدولتين:
| وجه المقارنة                                              | بلجيكا                                                                              | موريتانيا                 |
| --------------------------------------------------------- | ----------------------------------------------------------------------------------- | ------------------------- |
| المساحة (كم2)                                             | 30.53 ألف                                                                           | 1.03 مليون                |
| عدد السكان (نسمة)                                         | 11.37 مليون                                                                         | 4.42 مليون                |
| الكثافة السكانية (ن./كم²)                                 | 372.42                                                                              | 4.29                      |
| العاصمة                                                   | بروكسل                                                                              | نواكشوط                   |
| اللغة الرسمية                                             | اللغة الهولندية، لغة فرنسية، اللغة الألمانية                                        | اللغة العربية، لغة فرنسية |
| العملة                                                    | يورو، فرنك بلجيكي                                                                   | أوقية موريتانية، أوقية ‏   |
| الناتج المحلي الإجمالي (بليون دولار)                      | 492.68 مليار                                                                        | 5.02 مليار                |
| الناتج المحلي الإجمالي (تعادل القوة الشرائية) بليون دولار | 514.74 مليار                                                                        |                           |
| الناتج المحلي الإجمالي الاسمي للفرد دولار أمريكي          | 40.32 ألف                                                                           |                           |
| الناتج المحلي الإجمالي للفرد دولار أمريكي                 | 43.44 ألف                                                                           | 3.91 ألف                  |
| مؤشر التنمية البشرية                                      | 0.890                                                                               | 0.506                     |
| رمز المكالمات الدولي                                      | +32                                                                                 | +222                      |
| رمز الإنترنت                                              | .be                                                                                 | .mr                       |
| المنطقة الزمنية                                           | توقيت وسط أوروبا، ت ع م+01:00، ت ع م+02:00، توقيت وسط أوروبا الصيفي، أوروبا/بروكسل ‏ | 00                        |

## منظمات دولية مشتركة
يشترك البلدان في عضوية مجموعة من المنظمات الدولية، منها:
| علم المنظمة | اسم المنظمة                               | تاريخ انضمام بلجيكا | تاريخ انضمام موريتانيا |
| ----------- | ----------------------------------------- | ------------------- | ---------------------- |
|             | الاتحاد البريدي العالمي                   | ?                   | ?                      |
|             | مؤسسة التنمية الدولية                     | 2 يوليو 1964        | 10 سبتمبر 1963         |
|             | منظمة حظر الأسلحة الكيميائية              | ?                   | ?                      |
|             | منظمة التجارة العالمية                    | ?                   | 31 مايو 1995           |
|             | الأمم المتحدة                             | 27 ديسمبر 1945      | 27 أكتوبر 1961         |
|             | وكالة ضمان الاستثمار متعدد الأطراف        | 18 سبتمبر 1992      | 8 سبتمبر 1992          |
|             | منظمة الشرطة الجنائية الدولية             | ?                   | ?                      |
|             | مؤسسة التمويل الدولية                     | 27 ديسمبر 1956      | 29 ديسمبر 1967         |
|             | الاتحاد الدولي للاتصالات                  | 1866                | 18 أبريل 1962          |
|             | البنك الدولي للإنشاء والتعمير             | 27 ديسمبر 1945      | 10 سبتمبر 1963         |
|             | البنك الإفريقي للتنمية                    | ?                   | ?                      |
|             | المركز الدولي لتسوية المنازعات الاستشارية | 26 سبتمبر 1970      | 14 أكتوبر 1966         |
|             | يونسكو                                    | 29 نوفمبر 1946      | 10 يناير 1962          |

## أعلام
هذه قائمة لبعض الشخصيات التي تربطها علاقات بالبلدين:
- أحمدو ولد عبد الله (دبلوماسي موريتاني، 21 نوفمبر 1940 – )
- مولاي ولد محمد لغظف (دبلوماسي موريتاني، 12 ديسمبر 1957 – )

## وصلات خارجية
- موقع وزارة الخارجية البلجيكية